# Joseph Pulitzer
Joseph Pulitzer, nascido Pulitzer József (Makó, 10 de abril de 1847 – Charleston, 29 de outubro de 1911), foi um jornalista e editor húngaro.

## Biografia
Nascido na vila de Makó (em iídiche Makowe) no Império Austro-Húngaro (hoje condado de Csongrád, Hungria) no seio de uma família judia relativamente abastada (seu pai era um influente comerciante), Joseph Pulitzer foi educado em escolas privadas na cidade de Budapeste. Com 17 anos decidiu tornar-se soldado e tentou ingressar nos exércitos do Império Austro-Húngaro e do Reino Unido não tendo, todavia, conseguido devido à sua frágil saúde e débil visão. Em 1864, decidiu emigrar para os Estados Unidos, onde serviu nas fileiras do exército federal, num regimento de cavalaria, durante a Guerra de Secessão.
Pulitzer falava fluentemente alemão, francês e húngaro, embora tivesse dificuldades no inglês. Depois da guerra, trabalhou em St. Louis (Missouri), tendo exercido profissões como carregador, bagageiro e empregado de mesa, enquanto estudava, na Biblioteca, Inglês e Direito, e participava na política (em 1869 foi membro da legislatura do Missouri).
Em 1866 teve o seu primeiro emprego como repórter no Westliche Post, um jornal alemão e, cinco anos depois, adquiriu uma parte do jornal. Com 25 anos, Joseph torna-se editor e, em 1874 é admitido em Washington D.C., onde trabalha como correspondente para o New York Sun. Em 1878, criou em St. Louis, pela fusão de dois jornais, o Dispatch e o Evening Post, o Post-Dispatchs, tornando-se uma figura proeminente na cena jornalística. No mesmo ano casa-se com Kate Davis, uma mulher americana da alta sociedade, o que lhe confere um estatuto social mais elevado, e um maior reconhecimento entre a elite social de St. Louis.
Após a mudança para Nova Iorque, comprou, em 1883, o jornal The World, que se tornou num dos jornais mais importantes da época. Pulitzer, adiantando os valores pelos quais se pautaria mais tarde, anunciou que o seu jornal seria "truly democratic, dedicated to the cause of the people rather than to that of the purse potentatates".
O editor revolucionou os jornais com técnicas que alguns admiraram como um “Novo Jornalismo” e outros censuraram como “Jornalismo Amarelo”. Praticou um jornalismo rigoroso, tendo divulgado e combatido, nas páginas do seu jornal, a corrupção política — proclamando-se “um defensor do lado das pessoas e um porta-voz da democracia”, lutando ao lado dos operários por menos horas de trabalho e melhores condições de vida para os pobres, e atacando as grandes companhias e monopólios laborais. Ele foi responsável por uma grande parte da legislação antitrust e pela regulamentação de companhias de seguro industriais. Ao mesmo tempo, foi incriminado de preencher as colunas do seu jornal com uma onda sensacionalista, já que aliava algumas inovações como cartoons, uma página dedicada ao desporto e outra às mulheres, uma edição que aborda crimes, desastres (mudando totalmente a capa do jornal mas também a disposição deste), a um uso exaustivo de imagens, gráficos, cor e publicidade e ainda títulos em letras garrafais. Para Pulitzer “presentation is everything”. Nos anos 90 foi mesmo acusado de práticas de “yellow journalism”, uma vez que servia-se de títulos destacados, notícias sensacionalistas, imagens e publicidade, com o objectivo de atrair leitores da classe trabalhadora e imigrantes. O seu propósito era mesmo aproximar-se das camadas sociais mais desfavorecidas, o que conseguiu através da adopção no jornal do ponto de vista delas e da utilização destes elementos, que tornavam o seu jornal mais atractivo. Pulitzer acreditava que o jornalismo era um serviço público, isto é, destinado às pessoas “pequenas” e não servindo os interesses do grande poder.
No entanto, o seu combate contra a corrupção política por meio da investigação persistia e, em 1909, The World publica um pagamento fraudulento de US$ 40 milhões feito pelos Estados Unidos à Companhia Francesa do Canal do Panamá. A resistência de Joseph Pulitzer a todo o tipo de pressões e a continuação da investigação constituíram uma vitória crucial para a liberdade de imprensa.
Em maio de 1904, escrevendo para a revista The North American Review, o jornalista sintetizou a sua convicção “Our Republic and its press will rise or fall together (…) The power to mold the future of the Republic will be in the hands of the journalists of future generations”. O editor e jornalista norte-americano tinha ficado cego há alguns anos e viajava a bordo do seu iate Liberty (como havia feito outras vezes quando o seu estado de saúde piorava) quando morreu, em 1911. Está sepultado no Cemitério de Woodlawn.

## Prêmio Pulitzer
Em 1903 havia entregue à Universidade Columbia a quantia de um milhão de dólares destinada à criação de uma escola de jornalismo, a Columbia University Graduate School of Journalism, cuja primeira pedra foi lançada em 1912, nove meses após a sua morte.
Os prémios Pulitzer têm então sido entregues desde 1917, e têm como objectivo distinguir anualmente personalidades de diferentes áreas do jornalismo e da literatura que se destacaram ao longo do ano pelo seu trabalho. O objectivo do prémio é pois "encorajar e distinguir a excelência".